# Tampons de Good
Les tampons de Good, ou réactifs de Good formant tampon, sont une liste de 20 composés chimiques formant tampon, sélectionnés pour leur adaptation à un usage en biochimie par Norman Good et son équipe de 1966 à 1980,,.
La plupart de ces composés sont des zwitterions préparés et testés pour la première fois par Good et ses collègues. Certains étaient des composés déjà connus, mais auxquels les biologistes accordaient jusqu'alors peu d'importance. Avant les travaux de Good, peu de tampons efficaces aux pH entre 6 et 8 étaient d'usage commode pour les biologistes, et des tampons toxiques, réactifs et inefficaces étaient souvent utilisés. Nombre des tampons de Good sont devenus et demeurent des outils vitaux dans les laboratoires de biologie modernes.

## Tampons originels

### Critères de sélection
Good cherchait à identifier des tampons remplissant plusieurs critères recherchés en biologie.
1. pKa. Parce que la plupart des réactions biologiques ont lieu à un pH proche de la neutralité (entre 6 et 8), les tampons idéaux devraient avoir des valeurs de pKa dans cette zone pour une efficacité tampon maximale.
2. Solubilité. Pour une utilisation commode et parce que les systèmes biologiques opèrent en milieu aqueux, une bonne solubilité dans l'eau est essentielle. Une solubilité basse dans les solvants apolaires (huiles et autres solvants organiques) est également considérée comme désirable, car cela évite dans une certaine mesure que le tampon ne s'accumule dans les graisses présentes dans les systèmes biologiques (telles que les membranes cellulaires).
3. Imperméabilité des membranes. Idéalement, un tampon ne devrait pas franchir les membranes des cellules, pour éviter de s'accumuler dans la cellule ou d'interférer avec son mécanisme.
4. Effet de sel minimum. Les tampons très ioniques peuvent causer des complications dans certains systèmes biologiques.
5. Influences sur la dissociation. La dissociation du tampon doit être aussi peu influencée par sa concentration, la température, ou par composition ionique du milieu.
6. Interactions cationiques favorables. Dans l'idéal, les tampons retenus ne devraient pas former de complexes avec des ligands cationiques, mais s'ils en forment, ces complexes doivent rester solubles.
7. Stabilité. Les tampons retenus doivent être chimiquement stables, résistants à la dégradation enzymatique et non-enzymatique.
8. Inertie biochimique. Ils ne devraient pas influencer les réactions biochimiques ni a fortiori y participer.
9. Absorbance optique. Les tampons retenus ne devraient pas absorber dans le visible ou l'UV proche, de manière à ne pas interférer avec les analyses spectrophotométriques courantes.
10. Facilité de préparation. Les tampons devraient être facile à préparer et à purifier à partir de matières premières peu coûteuses.

### Liste des tampons de Good
Les 20 tampons de Good sont présentés dans le tableau ci-après. La colonne pKa présente les valeurs mesurées par l'équipe de Good à 20 °C, pour des concentrations d'environ 0,1 mol.L-1. Ce pKa apparent est égal au pH de la solution tampon lorsque les concentrations des deux formes de l'espèce considérée (forme protonée et déprotonée) sont égales. C'est également là que le pouvoir tampon est maximum. Certaines de ces valeurs ont été réévaluées par la suite ; dans ces cas, la valeur originelle se trouve entre parenthèses.
Le pKa apparent d'un tampon, et donc le pH de la solution tampon obtenue, dépend tant de la température que de la concentration de la solution. L'effet de ces paramètres peut être prédit et calculé.
| Tampon                | pKa à 20 °C | ΔpKa/°C | Solubilité dans l'eau à 0 °C |
| --------------------- | ----------- | ------- | ---------------------------- |
| MES                   | 6,15        | -0,011  | 0,65 M                       |
| ADA                   | 6,62 (6,6)  | -0,011  | -                            |
| PIPES                 | 6,82 (6,8)  | -0,0085 | -                            |
| ACES                  | 6,88 (6,9)  | -0,020  | 0,22 M                       |
| MOPSO                 | 6,95        | -0,015  | 0,75 M                       |
| Chlorure de cholamine | 7,10        | -0,027  | 4,2 M (comme HCl)            |
| MOPS                  | 7,15        | -0,013  | 3,0 M                        |
| BES                   | 7,17 (7,15) | -0,016  | 3,2 M                        |
| TES                   | 7,5         | -0,020  | 2,6 M                        |
| HEPES                 | 7,55        | -0,014  | 2,25 M                       |
| DIPSO                 | 7,6         | -0,015  | 0,24 M                       |
| Acétamidoglycine      | 7,7         | -       | Très grande                  |
| TAPSO                 | 7,6 (7,7)   | -0,018  | 1,0 M                        |
| POPSO                 | 7,85        | -0,013  | -                            |
| HEPPSO                | 7,9         | -0,01   | 2,2 M                        |
| HEPPS                 | 8,1         | -0,015  | Grande                       |
| Tricine               | 8,15        | -0,021  | 0,8 M                        |
| Glycinamide           | 8,2         | -0,029  | 6,4M (comme HCl)             |
| Bicine                | 8,35        | -0,018  | 1,1 M                        |
| TAPS                  | 8,55        | -0,027  | Grande                       |

1. 1 2 3 4 5 6 7 8 9 10 11 12  Fait partie des 12 tampons (outre le Tris et la glycylglycine, déjà largement employés) étudiés dans la publications de 1966.
2. 1 2 3 4 5  Fait partie des 5 tampons additionnels (acides aminosulfoniques) étudiés dans la publications de 1980.
3. 1 2 3  Fait partie des 3 tampons additionnels étudiés dans la publications de 1972.

### Limites
Les différents tampons de Good remplissent ses critères de sélection à divers degrés, mais aucun n'est totalement inerte en systèmes biologiques. Good lui-même disait qu'« il est possible que la recherche d'une complète et universelle inertie vis-à-vis des systèmes biologiques soit vaine.»
Seuls trois des tampons de Good ne forment pas ou très peu de complexes avec les métaux (MES, MOPS et PIPES). Les tampons contenant des dérivés de la pipérazine (PIPES, HEPES, POPSO et EPPS) peuvent former des radicaux et devraient être évités lors de l'étude des processus rédox en biochimie. La tricine est photo-oxydées par les flavines, et donc réduit l'activité des enzymes flavones à la lumière du jour. Les acides ADA, POPSO et PIPES sont relativement peu solubles dans l'eau, mais leurs sels de sodium sont très solubles. L'ADA absorbe la lumière UV en dessous de 260 nm, et l'ACES l'absorbe en dessous de 230 nm.
La sélection d'un tampon doit se faire en fonction du système à étudier, en considérant non seulement la plage de pH appropriée, mais aussi (voire surtout) les possibles interactions entre le tampon et le système.

## Tampons dérivés
D'autres tampons zwiterrioniques ont été synthétisés par la suite, pouvant couvrir une plus large gamme de pH, notamment vers les pH plus élevés, ou évitant certains des inconvénients des tampons de Good. Par exemple, Yu et al. ont développé des tampons dérivés moins complexants que la plupart des tampons de Good. Par glissement de langage, ces tampons dérivés sont souvent eux-mêmes appelés "tampons de Good".
| Tampon           | pKa   |
| ---------------- | ----- |
| PIPES            | 2,81  |
| DEPP,            | 4,67  |
| DESPEN           | 5,75  |
| TEEN,            | 6,54  |
| Bis-tris méthane | 6,60  |
| Bis-tris propane | 6,80  |
| MOBS             | 7,6   |
| EPS              | 8,0   |
| HEPBS            | 8,3   |
| AMPB             | 8,8   |
| DEPP             | 8,83  |
| CHES             | 9,3   |
| DESPEN           | 9,37  |
| AMP              | 9,7   |
| AMPSO            | 9,0   |
| CAPSO            | 9,6   |
| TEEN             | 9,84  |
| CAPS             | 10,4  |
| CABS             | 10,7  |
| TEMN             | 11,01 |

1. 1 2 3  Possède plusieurs acidités pour 2 ≤ pH ≤ 11
2. 1 2 3 4 5 6 7 8  Mesure à 25 °C, pour µ=0,1 M.
3. 1 2 3  Tampon développé par Yu et al. pour être peu ou pas complexant.